# Louis-Philippe de Vaudreuil

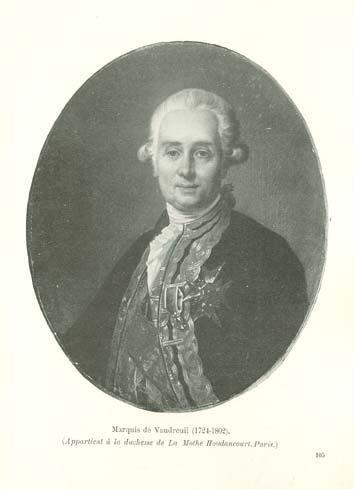
Louis-Philippe Rigaud de Vaudreuil

Louis-Philippe de Rigaud, Marquis de Vaudreuil (* 28. Oktober 1724 in Rochefort-sur-Mer oder Québec; † 14. Dezember 1802) war ein französischer Adliger und Marineoffizier, zuletzt im Range eines Lieutenant-général.

## Familie
Louis-Philippe Rigaud de Vaudreuil wurde in eine Familie mit einer reichen politischen und militärischen Tradition geboren. Sein Großvater Philippe de Rigaud de Vaudreuil und sein Onkel Pierre de Rigaud de Vaudreuil de Cavagnal waren beide Gouverneur von Neufrankreich. Ein weiterer Onkel, Pierre-François de Rigaud, kämpfte unter Louis-Joseph de Montcalm in der Schlacht von Oswego. Sein Vater, der ebenfalls Louis-Philippe de Rigaud de Vaudreuil hieß, war Admiral der französischen Marine: Er rettete des Herbiers in der Zweiten Schlacht von Kap Finisterre, als er das 74-Kanonen-Schiff Intrépide kommandierte, und war 1747 für die Marine in Nordamerika tätig. Sein jüngerer Bruder, Louis de Rigaud de Vaudreuil, war ebenfalls Marineoffizier. Sie dienten 1747 gemeinsam auf der Intrépide.
Bezüglich des Geburtsortes von Louis-Philippe de Vaudreuil gibt es einige Widersprüche. So gibt es Quellen, die den Geburtsort in Québec sehen. Andere legen sich auf Rochefort-sur-Mer fest. Tatsächlich gibt es ein Porträt aus damaliger Zeit, auf dem seine Geburtsstadt mit Rochefort angegeben wird. Darüber hinaus gibt es Erkenntnisse, dass sein Vater sich zur fraglichen Zeit in Rochefort an der französischen Küste aufhielt. Da diese Hafenstadt damals ein bedeutender Marinestützpunkt war, gilt Rochefort-sur-Mer bei Historikern als wahrscheinlichster Geburtsort.

## Dienst in der französischen Marine
Louis-Philippe de Rigaud de Vaudreuil trat 1740 als Garde de la Marine in die französische Marine ein. Er diente 1744 auf der Heureux (60 Kanonen) unter dem Kommando seines Vaters und nahm mit dieser an der Seeschlacht bei Toulon teil. 1746 wurde er zum Enseigne de vaisseau, 1754 zum Lieutenant de Vaisseau und 1765 zum Capitaine de vaisseau befördert.
Als sich Frankreich 1778 auf die Seite der Amerikaner schlug und dem Amerikanischen Unabhängigkeitskrieg beitrat. Sein erstes Gefecht bestritt er allerdings in der Seeschlacht vor Ouessant am 27. Juli 1778.

### Zweite Schlacht am Kap vor Yorktown 1781

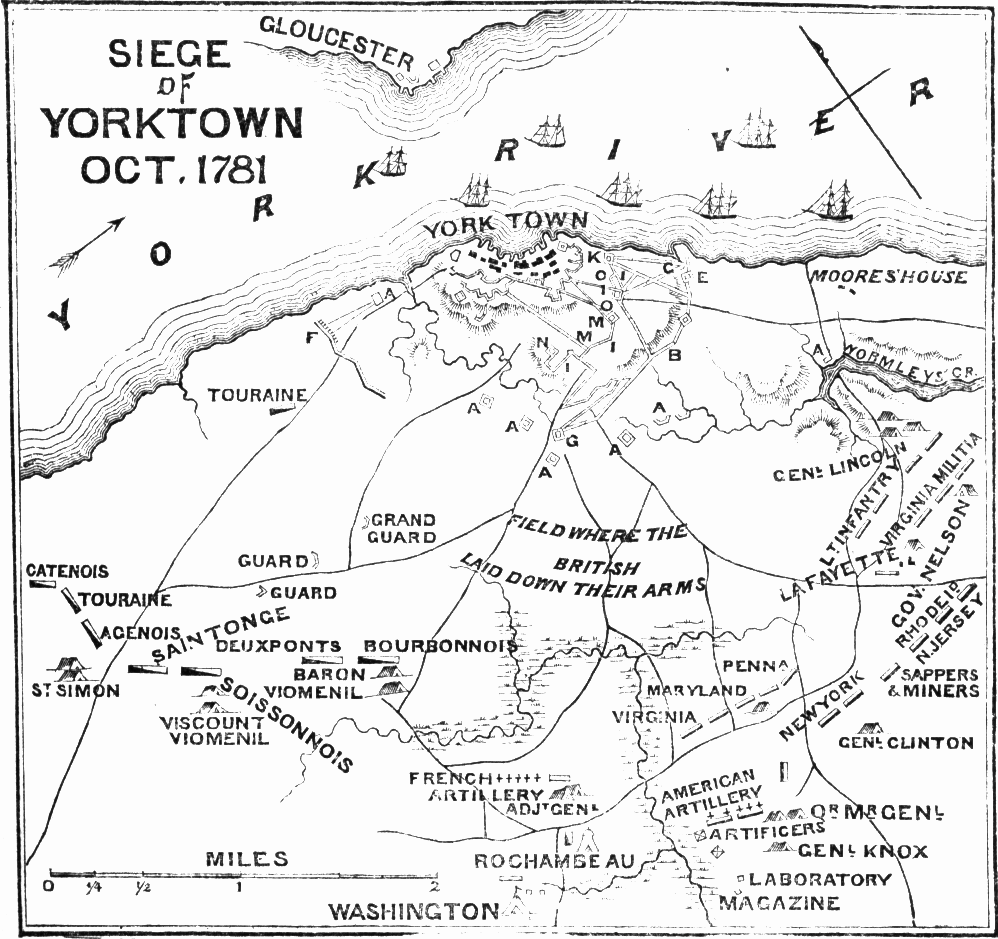
Plan der Schlacht am Kap vor Yorktown

1781 befand sich De Rigaud de Vaudreuil auf dem französischen Schiff Sceptre in der Schlacht von Yorktown. Nach einem brutalen Gefecht mit Schiffen der britischen Royal Navy driftete die französische Flotte von Admiral François Joseph Paul de Grasse von den Briten ab und gelangte so außer Sicht. De Grasse entschloss sich jedoch dazu, schnellstmöglich wieder nach Yorktown zurückzusegeln. Dies gelang ihm vor den britischen Widersachern, so dass diese von weiteren Attacken absahen und ihm die Kontrolle über die Bucht überließen. Die britischen Truppen an Land waren somit auch von See aus eingeschlossen, so dass der Oberbefehlshaber General Charles Cornwallis schließlich kapitulieren musste. Die Amerikaner gewannen somit mit französischer und auch deutscher Hilfe (Royal Deux-Ponts) ihre Unabhängigkeit, die im Frieden von Paris manifestiert wurde. De Rigaud de Vaudreuils Beitrag zu der Schlacht war es, die Kavallerie des Herzogs von Lauzun Armand-Louis de Gontaut, duc de Biron zu unterstützen. Diese Kavallerie setzte sich aus Soldaten verschiedener Nationen zusammen (z. B. Soldaten aus Russland, Slawen, Polen, Deutschen), die in französischem Sold standen.
De Rigaud de Vaudreuil stellte auch 800 Mann seiner Schiffsbesatzung am Gloucester Point zur Verfügung, um die Halbinsel direkt vor Yorktown gegen Angriffe zu verteidigen.
Zusammen mit dem Herzog von Lauzun bekämpfte und besiegte er die britischen Truppen von Banastre Tarleton, so dass General Cornwallis von ihm keine Hilfe mehr bekommen konnte, was wiederum dessen Kapitulation beschleunigte.

### Schlacht von Les Saintes 1782

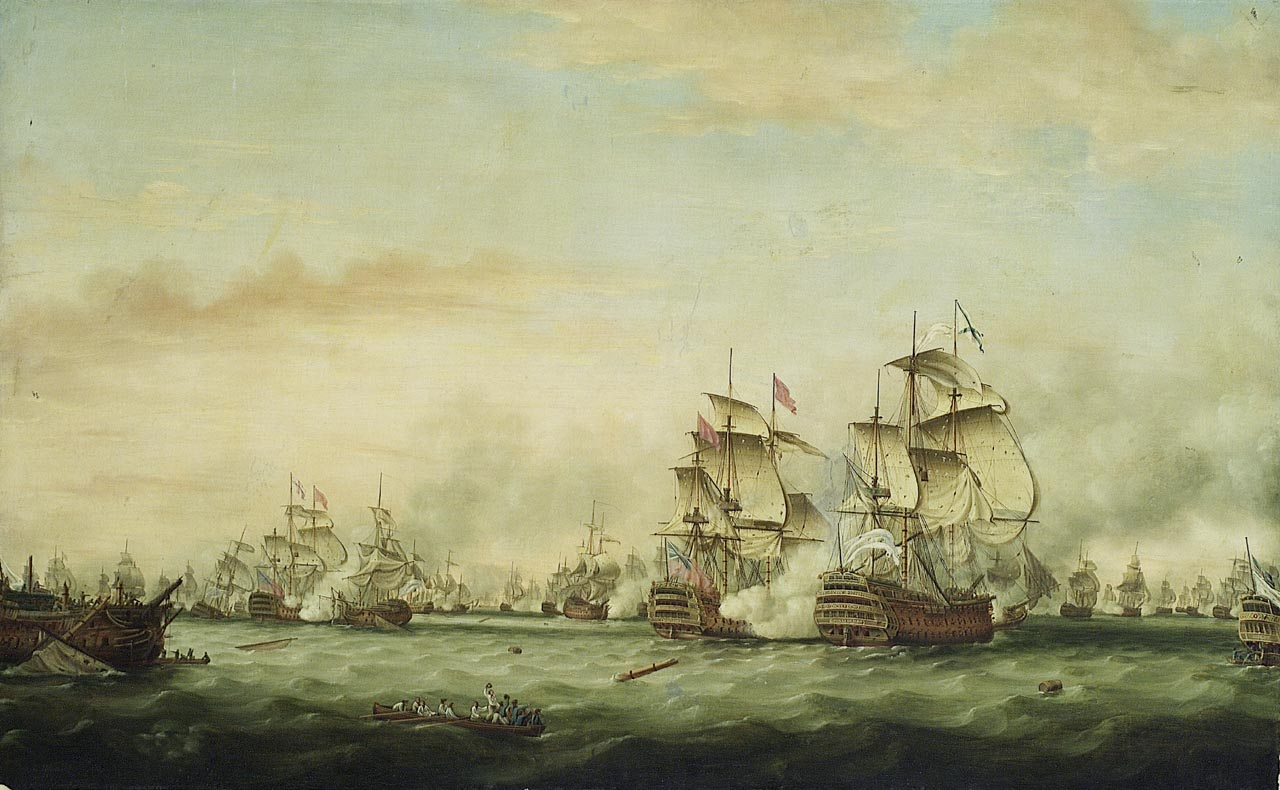
Gemälde von Thomas Whitcombe von 1783: Kapitulation der Ville de Paris in der Schlacht von Les Saints.

Im Jahr 1782 – Frankreich befand sich weiterhin im Krieg mit dem Großbritannien – nahm De Rigaud de Vaudreuil an der Schlacht von Les Saintes teil. Sein Auftrag bestand darin, die französischen Schiffe nach der verheerenden Niederlage der Franzosen zu sammeln und vor der Kaperung oder Versenkung zu retten. Dadurch, dass Admiral François Joseph Paul de Grasse gefangen genommen wurde, stieg er schließlich zum Kommandeur der gesamten französischen Flotte in Amerika auf.

### Verteidigung von Boston 1782
Nach der Schlacht von Les Saintes segelte De Rigaud de Vaudreuil auf der Le Triomphant in den Hafen von Boston und verblieb hier, um den Hafen gegen feindliche Angriffe zu verteidigen.
Von hier aus befahl er Jean-François de La Pérouse, britische Niederlassungen in Manitoba über die James Bay Passage anzugreifen. Zum Ende des Krieges 1783 wurde De Rigaud de Vaudreuil schließlich damit beauftragt, die siegreichen Armeen des Comte de Rochambeau nach ihren Expeditionen sicher zurück nach Frankreich zu befördern.

## Sonstiges
- Die Schlacht zwischen dem Herzog von Lauzun und Banastre Tarleton, an der De Rigaud de Vaudreuil teilnahm, wurde im Kinofilm Der Patriot mit Mel Gibson verfilmt und besonders herausgestellt.

## Bemerkungen
1. ↑  Als Garde de la Marine, meistens Garde-marine abgekürzt, wurden zwischen 1670 und 1786 junge Edelleute bezeichnet, welche sich in der Ausbildung zum Marineoffizier befanden (Offizieranwärter). Sie entsprachen damit dem Midshipman der britischen Marine.